# Экк, Иоганн
Иоганн Майер Экк (нем. Johann Maier aus Eck; 13 ноября 1486, Эгг-ан-дер-Гюнц, Швабия — 13 февраля 1543, Ингольштадт, Баварский округ) — доктор теологии, профессор университета в Ингольштадте, имел диспут с Лютером (1519); добился в Риме буллы против Лютера (1520); участник сейма в Аугсбурге (1530); участник диспутов в Вормсе (1540) и Регенсбурге (1541).

## Биография
Как и Мартин Лютер, Экк происходил из крестьян, уроженец Швабии; в молодости был дружен с Лютером. Основательно изучив Библию и отцов церкви, Экк считался одним из образованнейших богословов своего времени. Экк учился в университетах Тюбингена, Гейдельберга и Кёльна. Он был проканцлером Ингольштадтского университета, каноником эйхштетского капитула, инквизитором Франконского и Баварского инквизиционного церковного округа. Обладая замечательной памятью, Экк славился своей начитанностью в каноническом праве, был мастером говорить по-латыни, известен был как ловкий диспутант, умевший формально сбить своего противника. В восьми университетах Экк одержал блестящие победы на ученых диспутах.
Когда вышли 95 тезисов Лютера (1517), Экк в письме к епископу Эйхштетскому говорил, что учение Лютера проникнуто богемским ядом, то есть ересью Гуса. Письмо это было напечатано им (1518) под названием «Обелиски». Лютер в ответ написал «Астериски». Осенью 1518 года Экк встретился с Лютером и обещал выступить против Карлштадта, защищавшего Лютера. Местом диспута был выбран Лейпциг.
Между тем, Экк снова задел Лютера в брошюре, изданной против Карлштадта. Тогда Лютер сам решил отправиться на диспут. Знаменитый лейпцигский диспут велся сначала между Экком и Карлштадтом (с 28 июня 1519 года), потом — между Экком и Лютером. Выгодное впечатление производили громкий голос Экка, его самоуверенность, отсутствие сомнений, находчивость и спокойствие, с которыми он заманил Лютера в ловушку. На стороне Экка были лейпцигские профессора, говорившие, что он разбил Лютера и Карлштадта.
Перед отъездом из Лейпцига Экк написал курфюрсту Фридриху письмо, в котором называл Лютера и Карлштадта опасными еретиками. Это письмо вызвало ответ со стороны Лютера. Экк имел бестактность сам привезти в Германию буллу об отлучении Лютера (1520), чем вызвал неудовольствие Фридриха Мудрого, отказавшегося от её опубликования.
Экк восставал в числе других и против аугсбургского исповедания, участвовал в составлении опровержения (Confutatio), не понравившегося даже Карлу V резкостью тона, принимал участие в попытках прийти к мирному соглашению с протестантами на собраниях в Вормсе (1540) и Регенсбурге и опубликовал свой перевод Нового Завета.
В дополнение к своей работе в качестве профессора, Иоганн Эк был пастором в Ингольштадте, сначала в церкви Святого Маврикия (1519—1525), а затем в Либфрауэнмюнстере (1525—1525, 1532, 1538—1540), где был похоронен после своей смерти 13 февраля 1543 года.

## Издания
- «Opera J. Eckii contra Lutherum» (т. I—IV, 1530—1535).